# Radonice (ort i Tjeckien, Mellersta Böhmen)
Radonice är en ort i Tjeckien. Den ligger i regionen Mellersta Böhmen, i den centrala delen av landet, 15 km öster om huvudstaden Prag. Radonice ligger 242 meter över havet och antalet invånare är 633.
Terrängen runt Radonice är platt. Runt Radonice är det mycket tätbefolkat, med 1 754 invånare per kvadratkilometer. Närmaste större samhälle är Prag, 14,8 km väster om Radonice. Trakten runt Radonice består till största delen av jordbruksmark.